# Vicent Garcia Devís
Vicent Garcia Devís (Foios, 2 d'octubre del 1958) és un periodista valencià.
Treballà a Notícies Nou, així com a programes documentals de Canal Nou com Fulles Grogues i Dossiers. Va ser corresponsal de la televisió pública valenciana de la Unió Europea a Brussel·les (de 2002 al 2008), en conflictes com la primera Guerra del Golf, les Guerres de Iugoslàvia, la Guerra Civil Somalí, i en processos electorals diversos.
Amb el naixement d'À Punt va formar part de l'equip de Punt docs, i el 2019 publicà un llibre sobre el Conflicte del Sàhara. El 2023 publica, juntament amb Pau Pérez, un estudi sobre la industralització a Vinalesa, Foios i Meliana.